# HD 189245
HD 189245 är en ensam stjärna belägen i den mellersta delen av stjärnbilden Skytten. Den har en  skenbar magnitud av ca 5,66 och är svagt synlig för blotta ögat där ljusföroreningar ej förekommer. Baserat på parallaxmätning inom Hipparcosuppdraget på ca 47,1 mas, beräknas den befinna sig på ett avstånd på ca 69 ljusår (ca 21 parsek) från solen. Den rör sig närmare solen med en heliocentrisk radialhastighet på ca -13 km/s. Hastighetskomponenterna för HD 189245 tyder på att den sannolikt ingår i rörelsegruppen AB Doradus, en grupp av stjärnor, som delar en gemensam rörelse genom rymden. Denna grupp har en ålder på ca 50 miljoner år och är centrerad vid en punkt 98 ljusår från solen.

## Egenskaper
HD 189245 är en gul till vit stjärna i huvudserien av spektralklass F8.5 V Fe-0.5 CH-0.5, som i dess spektrum visar underskott av järn och metylidyn i dess yttre atmosfär. Den har en radie som är ca 1,2 solradier och har ca 2,3 gånger solens utstrålning av energi från dess fotosfär vid en effektiv temperatur av ca 6 300 K.
HD 189245  är en misstänkt variabel stjärna med en aktiv kromosfär och är en källa för röntgenstrålning. Den har snabb rotation med en projicerad rotationshastighet på 72,6 km/s. Gyrokronologi anger att den är en ung stjärna med en beräknad ålder på 500 miljoner år, men mängden röntgenstrålning tyder på att den är en ännu yngre stjärna, ungefär 100 miljoner år gammal.